# Grimentz
Grimentz is een plaats en voormalige gemeente in het Zwitserse kanton Wallis, en maakt sinds 1 januari 2009 deel uit van de gemeente Anniviers in het district Sierre.
Het dorp is gelegen in de Val d'Anniviers en staat bekend om zijn mooi afgewerkte houten huizen met houten balkons en vensterbanken. Hierop staan vaak handgemaakte houten bloembakken gevuld met planten, in de zomer vaak hanggeraniums. Ook de brandweerkranen in het dorp zijn vermeldenswaardig want die hebben de vorm van een brandweermannetje. Nabij de gletsjer bevinden zich grotten en kelders voor Gletsjerwijn.

## Terzijde
- De roman Echo (2019) van Thomas Olde Heuvelt speelt zich gedeeltelijk in en rond Grimentz af.

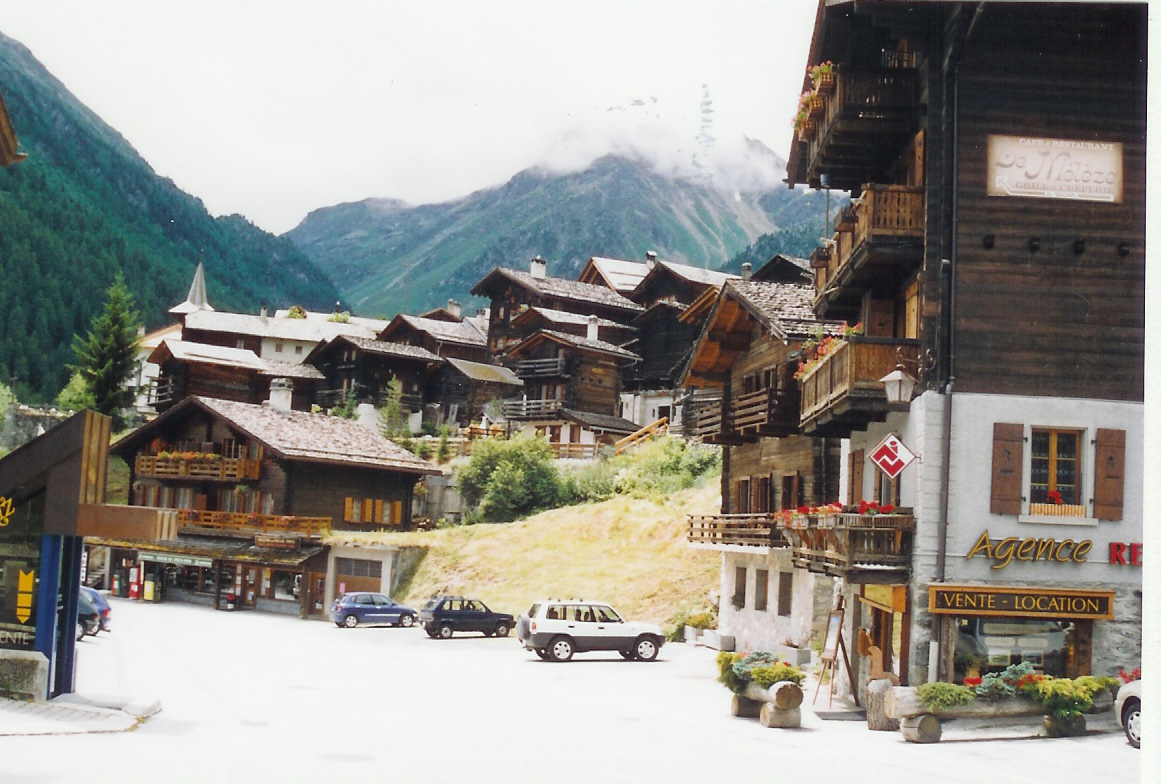
Het plaatsje Grimentz.

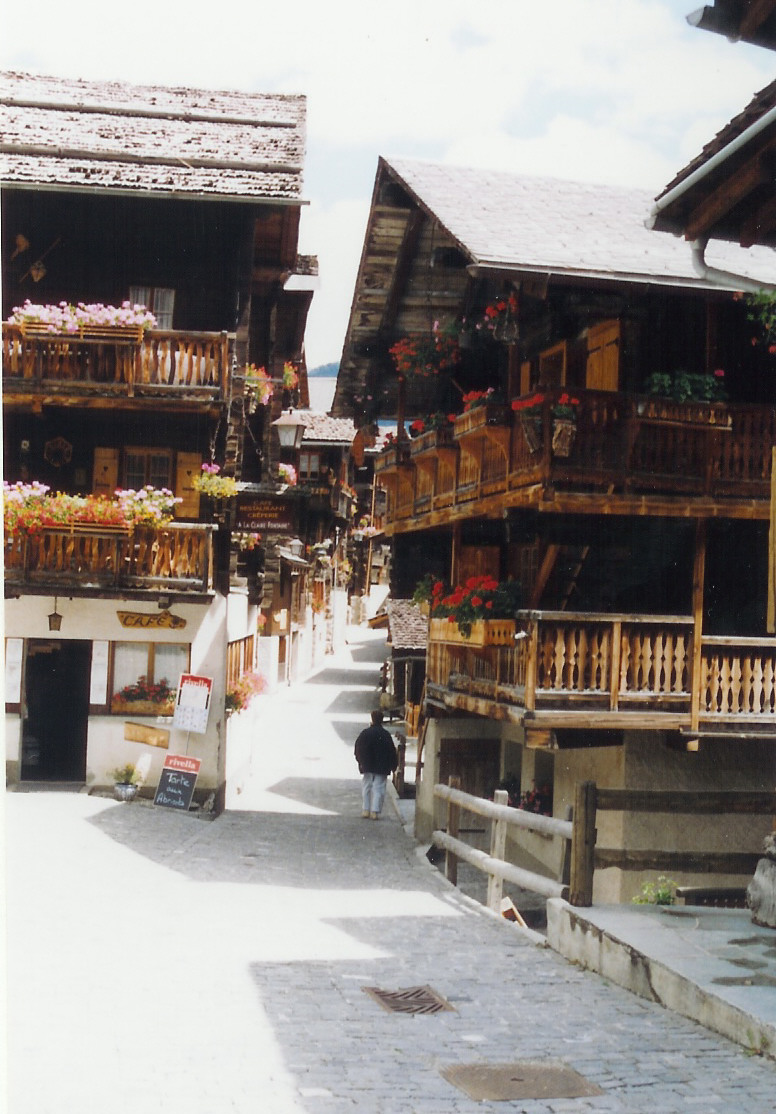
Een steegje in Grimentz.

- Bibliothèque nationale de France: cb12068132h (data)
- Gemeinsame Normdatei: 4365014-4
- Historisch woordenboek van Zwitserland: 002783
- Library of Congress Control Number: n83221461
- Nationale Bibliotheek van Israël: 987007566917205171
- Virtual International Authority File: 158318660